# Пабло де Санта Мария
Пабло де Санта Мария (исп. Pablo de Santa Maria, שלמה הלוי מבורגוס; Павел Бургосский; лат.  Pauli episcopi Burgensi; до крещения Соломон Леви из Бургоса; 1350, Бургос, Испания — 30 августа 1435, Бургос, Испания) — испанский историк, поэт, католический богослов, советник Энрике III, канцлер Кастилии, епископ епархий Картахены и Бургоса.

## Биография
Соломон ха-Леви родился в 1350 году в еврейском квартале Бургоса. Был главным раввином еврейской общины. Услышав проповедь доминиканца Викентия Феррера, принял христианство и был крещён 21 июля 1391 года с именем Пабло Гарсия де Санта Мария. Пабло де Санта Мария обратил в католицизм своих братьев Алвара Гарсия де Санта Мария и Педро Суареса, дочь и четверых своих сыновей, среди которых известны Альфонсо де Санта Мария, который стал впоследствии епископом Бургоса и Гонсало де Санта Мария, ставшего епископом Жероны. Жена Педро де Санта Марии осталась верна иудаизму и обратилась в христианство только в 1420 году.
Пабло де Санта Мария изучал христианское богословие в Парижском университете и Авиньоне. В 1395 году был рукоположён в дьякона. В 1401 году Энрике III выдвинул Пабло де Санта Марии на должность епископа Картахены и назначил его своим личным советником и наставником принца Хуана, будущего Хуана II. В 1407 году после смерти канцлера Кастилии Педро Лопеса де Айалы стал его преемником. В 1415 году был избран епископом Бургоса.
За несколько месяцев до смерти Пабло де Санта Мария был назначен Римским папой Евгением IV Аквилейским патриархом и был послан на Ферраро-Флорентийский собор.
Умер 30 августа 1435 года и был похоронен в алтаре доминиканского монастыря святого Павла в Бургосе.
Его сын Альфонсо де Санта Мария стал его преемником на кафедре Бургоса.

## Сочинения
- Las siete edades del mundo o Edades trovadas — поэма на библейскую тему, посвящённая Каталине де Ланкастер[исп.];
- Suma de crónicas de España, Generación de Jesucristo, Cena del Señor;
- Dialogus Pauli et Sauli contra Judæos, sive Scrutinium scripturarum (Mantua, 1475; Mains, 1478; Paris, 1507, 1535; Burgos, 1591);
- Additiones ad postillam magistri Nicoali Lyra (Nuremberg, 1481; 1485; 1487, etc.; Venice, 1481, 1482, etc.);
- De nomine divino quæstiones duodecim (Utrecht, 1707);
- Adiciones a las Apostillas.